# مجتبی رشیدی
مجتبی رشیدی (زاده ۱۳۱۱) سیاست‌مدار و مدیر ارشد اجرایی ایرانی است، که در دوره‌ بیست و سوم مجلس شورای ملی بعنوان نماینده اهواز از استان خوزستان در مجلس شورای ملی حضور داشت. بزرگمرد خوزستان